# Козарска група одреда
Козарска група одреда је била партизанска формација у саставу Народноослободилачке војске и партизанских одреда Југославије током Другог светског рата у Југославији.

## Историјат
Формирана је 28. јула 1944. ради обједињавања дејстава НОП одреда који су дејствовали између река Сане, Уне, Саве и Врбаса и железничке пруге Бања Лука—Приједор. При формирању у састав Групе ушли су Козарски, Градишко-лијевчански и Тимарски НОП одред, укупне јачине од око 500 бораца. Група је била под непосредном командом Штаба 5. ударог корпуса НОВЈ. Јединице групе контролисале су саобраћај на комуникацијама Бања Лука—Босанска Градишка, Приједор—Босански Нови—Добрљин, повремено нападајући мање непријатељске посаде, а садејствовале су оперативним јединицама у нападима на Приједор и Бања Луку. Заједно са територијалним јединицама Команде Приједорског војног подручја Група одреда обезбеђивала је пространу ослобођену територију козарског округа. Посебно је била ангажована за прихват добровољаца из градова и пребеглих домобрана из оближњих гарнизона, па је Група брзо бројно јачала. Муслиманска чета Тимарског НОП одреда издвојена је 28. августа 1944. за самостална дејства, као Козарачка чета, да би већ у септембру прерасла у Козарачки НОП батаљон под непосредном командом Групе одреда. У току септембра због прилива нових бораца у сва три одреда формирана су по два батаљона. Група је тада бројала преко 2000 бораца. За време друге бањалучке операције од 18. до 28. септембра 1944. Група одреда је у нападима на Босански Нови, аеродром Залужани, Босанску Градишку и низ мањих упоришта на комуникацијама нанела непријатељу знатне губитке у људству и материјалу (у једном де- сетодневном извештају о бањалучкој операцији помиње се плен од 3 топа, 6 минобацача 81 мм, 12 минобацача 60 мм, 9 митраљеза, 25 пушкомитраљеза, 149 пушака, 19 аутомата, близу 500 разних граната, око 150000 метака и др.). Диверзантске јединице Одреда избациле су из шина више непријатељских возова и уништиле више возила и објеката на путевима. У борбама око Драготиње и Мартин-брда 7/8. септембра, Група одреда је садејствовала 4. ударној дивизији у нападу на Приједор; њене јединице заробиле су око 200 непријатељевих војника. Истог дана из Босанског Новог и Босанске Градишке организовано су изашле две веће групе домобрана од којих је формиран Источно—босански дрински батаљон у саставу Козарског НОП одреда. Од Групе одреда формирана је 12. октобра 1944. 20. крајишка НОУ бригада.